# Malé Straciny
Malé Straciny (węg. Kishalom) – wieś (obec) na Słowacji położona w kraju bańskobystrzyckim, w powiecie Veľký Krtíš. Pierwsze wzmianki o miejscowości pochodzą z roku 1573.
Według danych z dnia 31 grudnia 2010, wieś zamieszkiwało 149 osób, w tym 67 kobiet i 82 mężczyzn.
W 2001 roku rozkład populacji względem narodowości i przynależności etnicznej wyglądał następująco:
- Słowacy – 98,46%
- Czesi – 0,77%
- Węgrzy – 0,77%

Ze względu na wyznawaną religię struktura mieszkańców kształtowała się w 2001 roku następująco:
- Katolicy rzymscy – 40,77%
- Grekokatolicy – 2,31%
- Ewangelicy – 46,15%
- Ateiści – 9,23%
- Nie podano – 1,54%